# The Future Bites
The Future Bites (stilizirano THE FUTURE BITES™) šesti je studijski album britanskog glazbenika Stevena Wilsona. Drugi je i posljednji Wilsonov album koji je objavila diskografska kuća Caroline International, koja ga je izvorno namjeravala izdati 12. lipnja 2020., no zbog pandemije koronavirusa objava uratka naposljetku je odgođena do 29. siječnja 2021., što je utjecalo na promidžbu i produkciju. Produkciju potpisuju Wilson i David Kosten.

## O albumu
Pjesme na albumu bave se „dvjema stalnim temama” prisutnim u Wilsonovu glazbenom opusu: identitetom i tehnologijom. U priopćenju za tisak Wilson je izjavio da tim pjesmama „kritizira našu utopiju 21. stoljeća”, ali da su na albumu prisutni i „trenutci sazrijevanja i optimizma”. Dodao je: „Nije toliko riječ o turobnu predviđanju da nam se bliži distopija koliko je riječ o neobičnu tumačenju onoga što se događa ovdje i sada.”
Na prvome singlu „Personal Shopper” uočljiv je snažniji utjecaj elektroničke glazbe nego na prijašnjim Wilsonovim uradcima. U osvrtu na pjesmu Loudwire je izjavio da „potpuno uranja u dance i neo-disco, ali nekako i dalje sadrži osobine rocka”.

## Promidžba
Promidžba albuma temelji se na The Future Bitesu, izmišljenoj luksuznoj dizajnerskoj liniji odjeći nadahnutoj tvrtkama kao što su Off-White i Supreme te radom Virgila Abloha. The Future Bites ima svoje mrežne stranice i profil na društvenim mrežama, ali i internetsku trgovinu na kojoj se prodaju različite inačice albuma i lažni proizvodi koje je navodno izradila ta tvrtka. Wilson je objavio nekoliko promidžbenih videozapisa u kojima se pojavljuje The Future Bites.
U glazbenom spotu za pjesmu „Self”, objavljenu 1. veljače 2021., lice Stevena Wilsona poprima crte, između ostalog, Donalda Trumpa, Joea Bidena, Roberta Downeya Jr., Scarlett Johansson, Marka Zuckerberga, Davida Bowieja, Harrisona Forda, Paula McCartneyja i Daniela Radcliffea s pomoću sintetičkih medija poznatih kao deepfake.

## Popis pjesama
Tekstovi i glazba: Steven Wilson. 
| 1.    | »Unself«             | 1:05 |
| 2.    | »Self«               | 2:55 |
| 3.    | »King Ghost«         | 4:06 |
| 4.    | »12 Things I Forgot« | 4:42 |
| 5.    | »Eminent Sleaze«     | 3:52 |
| 6.    | »Man of the People«  | 4:41 |
| 7.    | »Personal Shopper«   | 9:49 |
| 8.    | »Follower«           | 4:39 |
| 9.    | »Count of Unease«    | 6:08 |
| 41:57 |                      |      |

## Recenzije
| Zbirne ocjene   | Zbirne ocjene |
| Izvor           | Ocjena        |
| --------------- | ------------- |
| AnyDecentMusic? | 7,1/10        |
| Metacritic      | 74/100        |
| Recenzije       |               |
| Izvor           | Ocjena        |
| AllMusic        | [ 1 ]         |
| Classic Rock    | [ 19 ]        |
| The Guardian    | [ 20 ]        |
| Kerrang!        | 3/5           |
| PopMatters      | 8/10          |
| Under the Radar | [ 23 ]        |

The Future Bites dobio je uglavnom pozitivne kritike. Na Metacriticu, koji glazbenim uradcima daje ocjenu od 0 do 100 na temelju prosječne ocjene recenzenata raznih publikacija, dobio je ukupno 74 bodova na temelju 13 recenzija, što označava „uglavnom pozitivne kritike”.
Classic Rock dao mu je tri i pol boda od njih pet opisavši ga „[s]nažnim [albumom] koji potiče na razmišljanje premda deprimira” te da „vas traži da pažljivo razmislite o tome koji vrag činite sa svojim životom”. Dave Simpson dao mu je četiri zvjezdice od njih pet u recenziji za The Guardian izjavivši: „[Wilson] je otišao daleko od psihodeličnih odiseja i ambijentalnih zvukova iz vremena kad je bio u Porcupine Treeju: to nije prog, ali svakako je progres.” U recenziji za Under the Radar Hays Davis dao mu je sedam i pol zvjezdica od njih deset zaključivši da „jasno pokazuje kako se Wilson i dalje upušta u kreativne izazove”.
U manje naklonjenoj recenziji za AllMusic Thom Jurek dao mu je tri zvjezdice od njih pet; komentirao je da novijim obožavateljima „neće djelovati nedosljedno”, ali da je ipak riječ o „koraku ustranu umjesto o koraku unaprijed”.

## Zasluge
| Glazbenici - Steven Wilson – akustična gitara (na 1., 2., 4., 6., 7. i 8. pjesmi); glasovir (na 1., 4., 5., 8. i 9. pjesmi); zvukovi kratkovalnog radija (na 1., 3. i 9. pjesmi); vokal; električna gitara (na 2., 4., 5., 6., 7., 8. i 9. pjesmi); bas-gitara (na 2., 4., 5., 6., 8. i 9. pjesmi); sintesajzer (na 2., 3., 4., 6., 7., 8. i 9. pjesmi); sempler (na 2., 6., 7. i 8. pjesmi); shaker (na pjesmi „Self”); Fender Rhodes (od 4. do 6. pjesme); autoharfa (na 4. i 6. pjesmi); pljesak, aranžman za gudače (na pjesmi „Eminent Sleaze”); udaraljke (na 7. i 9. pjesmi); Hammondove orgulje, vibrafon (na pjesmi „Count of Unease”); produkcija, miks za 5.1 i Dolby Atmos, stvaralačko usmjeravanje - David Kosten – programiranje (od 1. do 8. pjesme); sintesajzer (na pjesmi „King Ghost”); trajni zvukovi (na pjesmi „Count of Unease”); produkcija, snimanje; miksanje (osim 2. i 4. pjesme) - Yali Wilson – vokal (na 1. i 2. pjesmi) - Mia Wilson – vokal (na 1. i 2. pjesmi) - Michael Spearman – bubnjevi (na 2., 4., 7. i 8. pjesmi); hi-hat-činele (na 3., 5. i 6. pjesmi) - Richard Barbieri – sintesajzer (na pjesmi „Self”) - Wendi Harriott – vokal (na 2., 5. i 7. pjesmi) - Bobbie Gordon – vokal (na 2., 5. i 7. pjesmi) - Crystal Williams – vokal (na 2., 5. i 7. pjesmi) - Roughton Reynolds – vokal (na pjesmi „Self”) - Rina Mushonga – vokal (na pjesmi „Self”) - Mos Capri – vokal (na pjesmi „Self”) - JAKL – vokal (na pjesmi „Self”) - Jason Cooper – činele i udaraljke (na pjesmi „King Ghost”) - Blaine Harrison – vokal (na pjesmi „12 Things I Forgot”) - Jack Flanagan – vokal (na pjesmi „12 Things I Forgot”) - Nick Beggs – Chapman Stick, gitara, razni zvukovi (na pjesmi „Eminent Sleaze”); bas-gitara (na pjesmi „Personal Shopper”) - Adam Holzman – električni glasovir (na pjesmi „Eminent Sleaze”); sintesajzer (na pjesmi „Follower”) - London Session Orchestra – orkestar (na pjesmi „Eminent Sleaze”) - Elton John – vokal (na pjesmi „Personal Shopper”) - Rotem Wilson – vokal (na pjesmi „Personal Shopper”) - Fyfe Dangerfield – vokal (na pjesmi „Personal Shopper”) |  | Ostalo osoblje - Guy Protheroe – dirigiranje orkestrom (na pjesmi „Eminent Sleaze”) - Marco Pasquariello – dodatno snimanje - Mo Hausler – uređivanje zvuka - Cenzo Townshend – miksanje (pjesama „Self” i „12 Things I Forgot”) - Jake Fields – miksanje za Dolby Atmos - Bob Ludwig – masteriranje - Simon Moore – stvaralačko i umjetničko usmjeravanje, dizajn - Andrew Hobbs – fotografija na naslovnici - Yeshen Venema – fotografija |

## Ljestvice
| Ljestvica              | Najviša pozicija |
| ---------------------- | ---------------- |
| Australija             | 47.              |
| Belgija (Flandrija)    | 19.              |
| Belgija (Valonija)     | 13.              |
| Finska                 | 3.               |
| Irska                  | 88.              |
| Italija                | 11.              |
| Nizozemska             | 2.               |
| Norveška               | 27.              |
| Njemačka               | 3.               |
| Poljska                | 8.               |
| Portugal               | 5.               |
| SAD (Billboard 200)    | 193.             |
| SAD (Top Rock Albums)  | 37.              |
| Škotska                | 2.               |
| Švedska                | 16.              |
| Švicarska              | 3.               |
| Ujedinjeno Kraljevstvo | 4.               |